# Bečváry (stacja kolejowa)
Bečváry – stacja kolejowa w miejscowości Bečváry, w kraju środkowoczeskim, w Czechach. Znajduje się na wysokości 325 m n.p.m.
Jest zarządzana przez Správę železnic. Na stacji nie ma możliwości zakupu biletu.

## Linie kolejowe
- 013 Bošice - Bečváry
- 014 Kolín - Ledečko